# مدیریت تکنولوژی
مدیریت تکنولوژی(Management Of Technology; MOT) تخصصی میان رشته‌ای است که علوم پایه، مهندسی، علوم انسانی و دانش و روش‌های مدیریت را یکپارچه می‌کند و بر فناوری به عنوان عامل خلق ثروت توجه می‌شود. در تعریفی دیگر مدیریت فناوری به مفهوم مدیریت سامانه‌هایی است که به ایجاد، کسب و استفاده از فناوری کمک می‌کنند.
رشته مدیریت فناوری برای اولین بار در سال ۱۹۸۱ توسط انستیتو تکنولوژی ماساچوست (MIT) در مقطع کارشناسی ارشد ارائه شد. از آن موقع تاکنون ده‌ها دانشگاه اقدام به ایجاد دوره‌های آموزشی متنوعی در مقاطع مختلف تحصیلی، شامل دوره‌های کوتاه‌مدت چندروزه تا دوره‌های دکترای تخصصی نموده‌اند و در حال حاضرصدها تشکل ملی و بین‌المللی اعم از انجمن‌های تخصصی، مؤسسات آموزشی، شرکت‌های مشاوره‌ای و مانند آنها در بخش مدیریت تکنولوژی، در کشورهای مختلف فعال می‌باشند.
انجمن‌های تخصصی مرتبط با رشته مدیریت تکنولوژی عبارتند از:
- IAMOT انجمن بین‌المللی مدیریت فناوری
- EUROMOT انجمن مدیریت فناوری اروپا
- IRAMOT انجمن مدیریت فناوری ایران

هدف اصلی مدیریت فناوری آن است که با شناخت صحیح ماهیت تحولات فنی، بالاخص در بخش فناوری‌های پیشرفته تلاش نماید تحولات فوق را آنچنان ساماندهی نماید که نه تنها شرکت‌ها و بنگاه‌های مختلف بتوانند با اطمینان به فناوری‌های خود اتکا نمایند، بلکه با فرصت‌طلبی، زمینه موفقیت آنها را در عرصة رقابت جهانی نیز فراهم نماید. به تعبیر ساده‌تر هدف مدیریت فناوری شامل استفاده از مهارت‌های مدیریت برای کشف، توسعه، بهره‌برداری و استفاده مناسب فناوری و بهبود فرآیندهای مدیریتی در آن است.
مدیریت تکنولوژی بر خلاف رشته‌های مدیریت صنایع و مهندسی صنایع که هدف اصلی خود را صرف بهبود و ارتقای کارایی تولید نموده‌است، سعی دارد با تمرکز بر روی «فناوری» و فرایندهایی همچون تحقیق و توسعه، نوآوری، انتقال فناوری و همکاری فناوری، نحوة به‌کارگیری فناوری‌های جدید و تعمیق فناوری‌های موجود را در بنگاه‌های مختلف تولیدی و خدماتی، تعیین و مدیریت نماید. مباحث اصلی رشتة مدیریت تکنولوژی به‌خوبی نشانگر وجوه تمایز این رشته از سایر رشته‌های تخصصی است؛ مباحثی که برخی از مهم‌ترین آنها به‌شرح زیر هستند:
- مدیریت نوآوری و تغییرات فناورانه
- مدیریت واحدهای تحقیق و توسعه
- روش‌های ارزیابی فناوری
- روش‌های انتقال فناوری
- برنامه‌ریزی راهبردی فناوری

## دانشگاه های ایران
هم‌اکنون این رشته در مقطع کارشناسی ارشد در دانشگاه‌های:
- دانشگاه صنعتی شریف، دانشکده مدیریت و اقتصاد، گروه مدیریت MBA
- دانشگاه تهران، دانشکده مدیریت، گروه مدیریت MBA
- دانشگاه تهران، دانشکده کارآفرینی، گروه مدیریت صنعتی
- دانشگاه تهران، دانشکده تجارت و مالیه، گروه مدیریت تکنولوژی
- دانشگاه شهید بهشتی، دانشکده مدیریت و حسابداری
- دانشگاه علم و صنعت ایران، دانشکده مهندسی پیشرفت، گروه مدیریت و فلسفه علم و تکنولوژی
- دانشگاه علامه طباطبایی، دانشکده مدیریت و حسابداری، گروه مدیریت صنعتی
- دانشگاه تربیت مدرس، دانشکده مدیریت و اقتصاد
- دانشگاه اصفهان، دانشکده علوم اداری و اقتصاد
- دانشگاه آزاد اسلامی واحد علوم و تحقیقات تهران، دانشکده مدیریت و اقتصاد
- دانشگاه آزاد اسلامی واحد تهران مرکزی، دانشکده مدیریت
- دانشگاه آزاد اسلامی واحد تهران جنوب، دانشکده مدیریت و حسابداری

و در مقطع دکترا، در دانشگاه‌های زیر ارائه می‌گردد:
- دانشگاه تهران، دانشکده مدیریت، گروه مدیریت صنعتی
- دانشگاه علم و صنعت ایران، دانشکده مهندسی پیشرفت، گروه مدیریت و فلسفه علم و تکنولوژی
- دانشگاه علامه طباطبایی، دانشکده مدیریت و حسابداری، گروه مدیریت صنعتی
- دانشگاه آزاد اسلامی واحد علوم و تحقیقات تهران، دانشکده مدیریت و اقتصاد
- دانشگاه آزاد اسلامی واحد تهران مرکزی، دانشکده مدیریت
- دانشگاه آزاد اسلامی واحد تهران جنوب، دانشکده مدیریت و حسابداری
- دانشگاه آزاد اسلامی واحد های دیگر